# Satsang
Satsang (Sanskriet सत्सङ्ग, sat = waar, sanga = gezelschap) kan in de Indiase filosofie drie dingen betekenen:
1. het gezelschap met de hoogste waarheid
2. het gezelschap met een goeroe
3. het gezelschap met een groep mensen die over de hoogste waarheid luistert, spreekt en erin opgaat.

Typerend hierbij is dat er geschriften worden gelezen en dat er wordt geluisterd, nagedacht, gediscussieerd, op meningen wordt ingegaan, er wordt gemediteerd op de bron van deze woorden en dat er een manier wordt gevonden om de betekenis ervan in het dagelijkse leven toe te passen. Hedendaagse satsang-leraren in het Westen combineren vaak Oosterse filosofieën met methoden van de moderne psychologie.
Gewoonlijk worden er gedurende een satsang met een meester vragen gesteld door de studenten. Satsangs kunnen ook elementen bevatten zoals lezingen en voordrachten.
Voorbeeld van een aanbidding van een goeroe in een satsang:

Hoe moet de vereniging van de Heiligen worden gekend?
Daar, de Naam van de Enige Heer wordt gezongen.
De Enige Naam is de Wil van God
Oh Nanak, de Ware Goeroe heeft mij dit begrip gegeven.
— Siree Raag Mahala 1, 71, Goeroe Granth Sahib: